# The Kasimex Houseband
The Kasimex Houseband is een Surinaamse muziekgroep. De groep wordt voor de meeste grote evenementen in Suriname gevraagd en gaat ook voor optredens naar het buitenland.
De band werd op 27 september 1992 opgericht door Remy Bhailal, die manager van de band is gebleven, en een vriend (Dennis). Aanvankelijk werd met personeelsleden gespeeld tijdens maandelijkse personeelsavonden van het warenhuis Kasimex. De sfeer in de groep was goed en er kwam steeds meer vraag om ook buiten het bedrijf op te treden.
Door het toenemende succes werd uiteindelijk besloten om de commerciële weg in te slaan en ook muzikanten van buiten op te nemen. Uiteindelijk groeide het uit tot een van de oudste allround muziekbands van Suriname. Met muziek in een groot aantal stijlen, waaronder salsa, merengue, bigi-poku, bolero's en Hindoestaanse muziek. Pleasure Magazine noemde de band in 2012 de Surinames populairste allround muziekmuziekgroep.
De band brengt werk uit op cd's en nam in 2012 een nummer op met Kenny B. De bezetting wijzigde in de loop van de jaren vaak, in overeenstemming met de algemene tendens in de Surinaamse muziekscene. Sinds minimaal 2003 was Ruben Silvin de bandleider. Tussen 2012 en 2016 werd de leiding overgenomen door Ornyl Malone en daarna door het duo John Clay en Bokky Atma.
De band heeft op de meeste grote evenementen in Suriname opgetreden, en daarnaast in onder meer Nederland, Sint Maarten en Curaçao.